# Oneillornis
Oneillornis és un gènere d'ocells de la família dels tamnofílids (Thamnophilidae).

## Taxonomia
Segons la Classificació del Congrés Ornitològic Internacional (versió 10.2, 2020) aquest gènere està format per dues espècies:
- Oneillornis salvini - formiguer gorjablanc.
- Oneillornis lunulatus - formiguer llunat.